# زگمونتوو (استان اشوی‌داشکسیه)
زگمونتوو (به لهستانی: Zygmuntów) یک منطقهٔ مسکونی در لهستان است که در گمینا فاوکوو واقع شده‌است.